# Beidellite
La beidellite (simbolo IMA: Bei) è un minerale del gruppo della smectite appartenente alla famiglia dei "silicati e germanati" con composizione chimica (Na,Ca)0,3Al2(Si,Al)4O10(OH)2 • n(H2O).
Strutturalmente appartiene ai fillosilicati.

## Etimologia e storia
Il minerale prende il nome dalla sua località tipo, che si trova a Beidell, in Colorado (Stati Uniti).

## Classificazione
La nona edizione della sistematica dei minerali di Strunz elenca la beidellite nella classe "9. Silicati (germanati)" e da lì nella sottoclasse "9.E Fillosilicati"; questa è ulteriormente suddivisa in base alla struttura del minerale, in modo che la beidellite possa essere trovata nella sezione "9.EC Fillosilicati con fogli di mica, composti di reti di tetraedri e ottaedri" dove insieme a nontronite, yakhontovite, montmorillonite, kurumsakite e volkonskoite, con le quali forma il sistema nº 9.EC.40.
Tale classificazione è mantenuta anche nell'edizione successiva, proseguita dal database "mindat.org" e chiamata Classificazione Strunz-mindat".
Nella Sistematica dei lapis (Lapis-Systematik) di Stefan Weiß la beidellite è elencata nella classe dei "silicati" e nella sottoclasse dei "silicati stratificati", a sua volta suddivisa in base alla struttura del minerale in oggetto; la beidellite si trova nella sezione dei "minerali argillosi, regolarmente stratificati; silicati stratificati simili alla mica con gruppi [Si4O10]4- e strutture correlate; gruppo della montmorillonite", dove insieme a brinrobertsite, montmorillonite, nontronite, volkonskoite, swinefordite e yakhontovite forma il gruppo della montmorillonite con il sistema nº VIII/H.19
Nella classificazione dei minerali secondo Dana, usata principalmente nel mondo anglosassone, la beidellite è classificata nella famiglia dei "fillosilicati" e nella sottofamiglia dei "fillosilicati con strati di anelli a sei elementi"; qui si trova nella sezione dei fillosilicati con "fogli di anelli a 6 elementi con argille 2:1", dove forma il sistema nº 71.3.1a. insieme a montmorillonite, nontronite, volkonskoite e swinefordite.

## Abito cristallino
La beidellite cristallizza nel sistema monoclino nel gruppo spaziale B2/m con i parametri reticolari a = 5,17 Å, b = 8,97 Å, c = 17,57 Å e β = 90°. Secondo altre fonti, il gruppo spaziale è C2/m, mentre il sistema cristallino è ortorombico.

## Origine e giacitura
La beidellite è un costituente delle argille bentonitiche, ma anche un prodotto di alterazione nei depositi minerali idrotermali, in particolare nei sistemi porfirici rame-molibdeno, oltre che essere stata trovata nei terreni derivati da rocce mafiche.
La beidellite è un minerale non molto comune ed è stato trovato in diverse località sparse per il mondo, seppur in modeste quantità.
In Italia l'unico sito noto è Manziana, nel Lazio.
Altri siti in Europa, solo per citarne alcuni, sono: Waldshut, Oberwiesenthal e Freital (Germania); Pápa (Ungheria); Farsund e Lyngdal (Norvegia); in Crimea e nelle oblast' di Volinia e della Transcarpazia (Ucraina).
Fuori dall'Europa, vi sono molte contee statunitensi, la municipalità locale di Mogalakwena (Sud Africa), le oblast' di Kemerovo e di Murmansk (Russia), nel distretto di Alto Molócuè (Mozambico), nel governatorato di Amman (Giordania), nelle prefetture di Kagoshima, di Nagasaki e di Niigata (Giappone), Suðuroy (isole Fær Øer), Lomié (Camerun).
La beidellite è stata anche trovata nell'oceano Atlantico, nel golfo di Cadice.